# Jean Pestré
Jean Pestré, né à Saint-Geniez-d'Olt  en 1723 et mort le 2 février 1821 à Paris, est un théologien français.

## Biographie
Lié avec les abbés encyclopédistes Yvon et de Prades, l’abbé collabora, lui aussi,  à l’Encyclopédie de Diderot et D’Alembert en rédigeant les articles, signés « C », « baconisme ou philosophie de Bacon », « bonheur », « cabale », « calomnie », « Campanella », « Canadiens », « Cardan », « cartésianisme » et « complaisance » pour les tomes II et III. Empreints de la philosophie des Lumières, ses articles adoptent un point de vue sensualiste.
Pestré cessa de contribuer à l’Encyclopédie après la polémique suscitée par la thèse de l’abbé de Prades qui vit l’exil temporaire de ce dernier et d’Yvon. Il est possible que, resté proche de son compatriote, l’abbé Raynal, il ait  contribué anonymement à son Histoire des deux Indes.
Il a ensuite gagné sa vie en donnant des cours particuliers, notamment à Antoine Allut, futur encyclopédiste.